# قاي دي روتشيلد
قاي دي روتشيلد (بالفرنسية: Guy de Rothschild)‏ هو مصرفي فرنسي، ولد في 21 مايو 1909 في الدائرة الثامنة في باريس في فرنسا، وتوفي في 12 يونيو 2007 في باريس في فرنسا.

## وصلات خارجية
- قاي دي روتشيلد على موقع مونزينجر (الألمانية)